# Jastrzębia (gemeente)

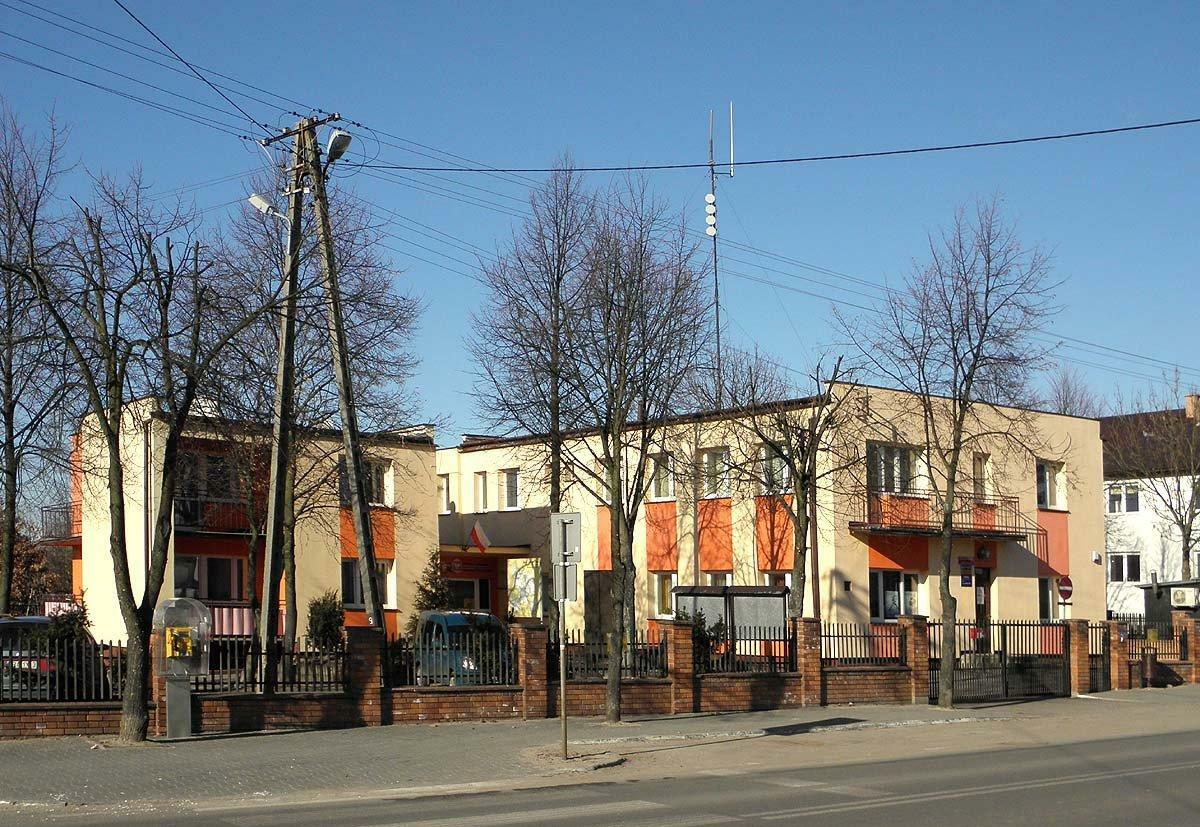
Gemeentehuis

De gemeente Jastrzębia is een landgemeente in het Poolse woiwodschap Mazovië, in powiat Radomski.
De zetel van de gemeente is in Jastrzębia.
Op 30 juni 2004 telde de gemeente 6347 inwoners.

## Oppervlakte gegevens
In 2002 bedroeg de totale oppervlakte van gemeente Jastrzębia 89,51 km², waarvan:
- agrarisch gebied: 79%
- bossen: 14%

De gemeente beslaat 5,85% van de totale oppervlakte van de powiat.

## Demografie
Stand op 30 juni 2004:
| Omschrijving                   | Totaal | Totaal | Vrouwen | Vrouwen | Mannen | Mannen |
| ------------------------------ | ------ | ------ | ------- | ------- | ------ | ------ |
| eenheid                        | aantal | %      | aantal  | %       | aantal | %      |
| inwoners                       | 6347   | 100    | 3137    | 49,4    | 3210   | 50,6   |
| bevolkingsdichtheid (inw./km²) | 70,9   | 70,9   | 35      | 35      | 35,9   | 35,9   |

In 2002 bedroeg het gemiddelde inkomen per inwoner 1248,91 zł.

## Administratieve plaatsen (sołectwo)
Bartodzieje, Brody, Dąbrowa Jastrzębska, Dąbrowa Kozłowska, Goryń, Jatrzębia, Kozłów, Lesiów, Lewaszówka, Mąkosy Nowe, Mąkosy Stare, Olszowa, Owadów, Wojciechów, Wola Goryńska, Wola Owadowska, Wolska Dąbrowa, Wólka Lesiowska.

## Aangrenzende gemeenten
Głowaczów, Jedlińsk, Jedlnia-Letnisko, Pionki, Radom